# Economia di piantagione
Un' economia di piantagione è un'economia basata sulla produzione di massa di prodotti agricoli, solitamente di granaglie. L'economia di piantagione si basava sull'esportazione e sui cash crops come fonte di sostentamento. Tra le principali coltivazioni da rivendita ricordiamo il cotone, la gomma, la canna da zucchero, il tabacco, i fichi, il riso, il kapok, l'agave sisalana, alcune specie del genere Indigofera, utilizzate per la produzione dell'indaco.
Più lungo era il periodo di crescita e coltivazione di un prodotto e più efficiente doveva divenire una piantagione. Le economie di scala avevano una certa rilevanza quando il mercato era distante. Le coltivazioni di una piantagione solitamente dovevano essere lavorate immediatamente dopo la raccolta. Lo zucchero di canna, il tè, l'agave e l'olio di palma erano le più comuni, mentre la palma da cocco, la gomma e il cotone si prestavano ad una lavorazione più lenta.

## Piantagioni in Nord America
Nelle Tredici colonie, le piantagioni erano concentrate nelle aree a sud. Queste colonie includevano il Maryland, la Virginia, la Carolina del Nord e del Sud e la Georgia. Il suolo in queste aree era adatto per la coltivazione e la stagione per la coltivazione perdurava per quasi tutto l'anno, ideale dunque per coltivazioni come riso e tabacco. L'esistenza di molte vie d'acqua nella regione rendeva più semplici anche i trasporti delle merci. Ciascuna delle colonie si specializzò in una o più colture, con la Virginia che si distinse per la produzione di tabacco in particolare.

### Schiavitù

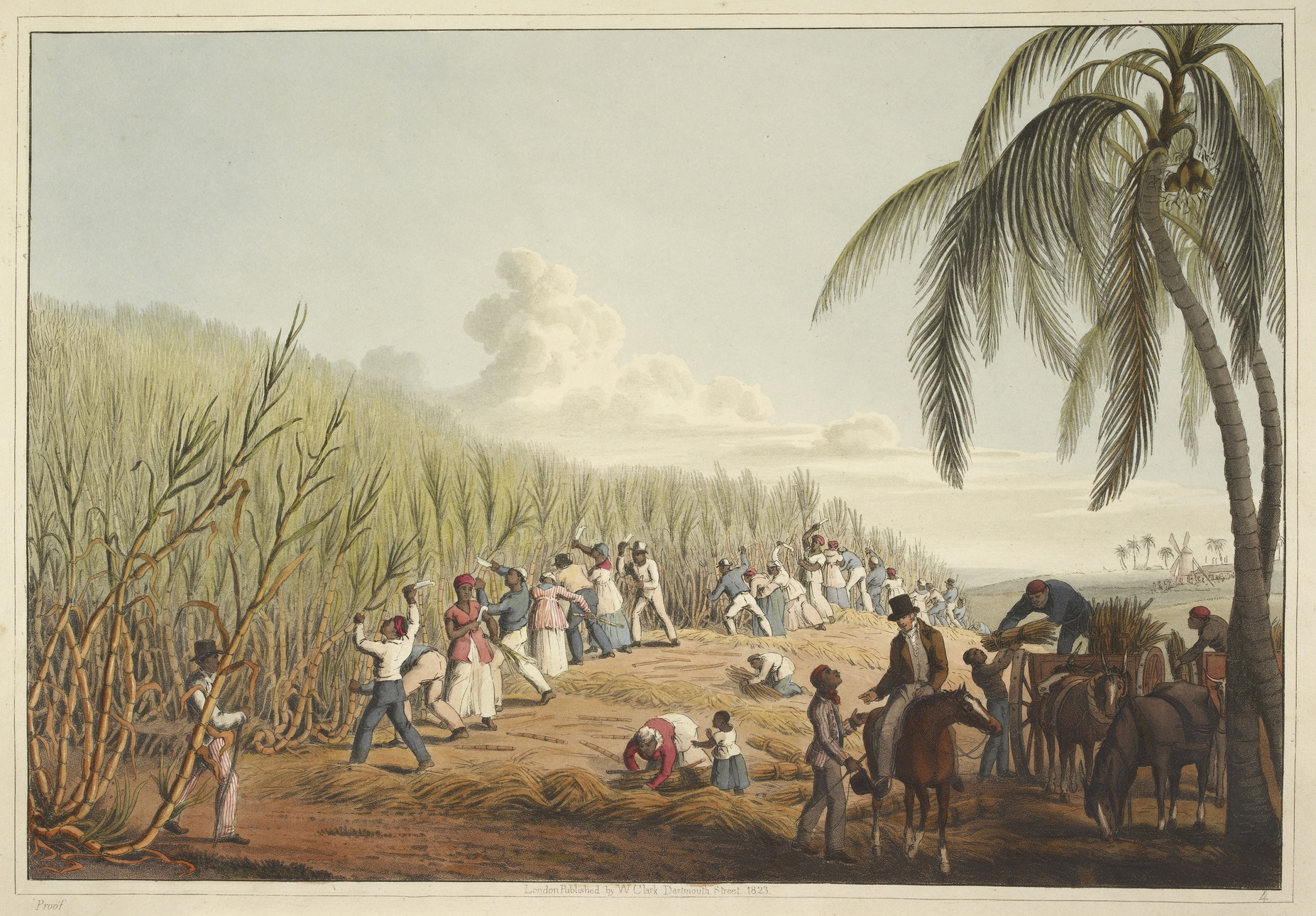
Piantagione di zucchero nella colonia britannica di Antigua, 1823

I Planters (proprietari terrieri di piantagioni) aderirono da subito all'uso degli schiavi perché il lavoro regolare per la conduzione delle piantagioni, soprattutto se vaste, si presentava estremamente costoso da mantenere. I coloni tentarono di sfruttare i nativi indiani per il lavoro nelle loro piantagioni, ma questi erano molto sensibili alle malattie degli europei e morivano in gran numero. I proprietari di piantagioni quindi si rivolsero agli schiavi africani per il loro lavoro. Nel 1665, vi erano poco più di 500 africani in Virginia, ma già nel 1750 gli schiavi totali nelle colonie erano 250.000, arrivando a costituire anche il 40% della popolazione statunitense negli stati a sud.
Secondo il censimento statunitense del 1840, una famiglia su quattro in Virginia aveva degli schiavi. Vi erano più di 100 piantagioni con più di 100 schiavi ciascuna. Il numero degli schiavi nei 15 stati all'epoca era salito a 4.000.000 di individui su una popolazione di 12.500.000 persone negli Stati Uniti, costituendo quindi il 32% della popolazione totale.
- Numero di schiavi nel Profondo Sud: 2.312.352 (47% della popolazione totale) 4.919.000.
- Numero degli schiavi nell'Alto Sud: 1.208.758 (29% della popolazione totale) 4.165.000.
- Numero degli schiavi degli stati di confine: 432.586 (13% della popolazione totale) 3.323.000.

Circa un terzo delle famiglie degli Stati Uniti meridionali aveva degli schiavi al picco massimo prima della guerra civile statunitense. Nel Mississippi e nella Carolina del Sud erano circa la metà. Il numero totale dei proprietari di schiavi era di 385.000, che ammontavano quindi al 3,8% della popolazione.

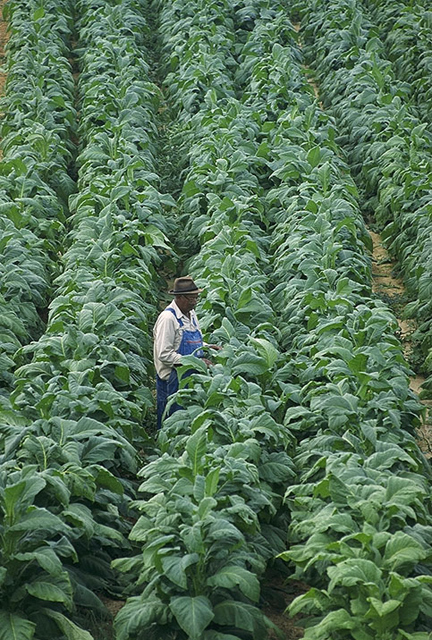
Campo coltivato a tabacco

Una piantagione con più di 100 schiavi era un vero e proprio capitale, non solo per il numero di persone che vi lavoravano gratuitamente, ma anche per l'estensione territoriale di cui doveva disporre per tali coltivazioni.

## Tratta atlantica degli schiavi africani
Gli africani schiavizzati vennero portati da inglesi e da altre potenze verso l'emisfero delle colonie occidentali. Questi venivano trasportati a bordo di apposite navi dai porti dell'Africa occidentale sino al Nuovo Mondo. Il loro viaggio dall'Africa attraverso l'Oceano Atlantico era chiamato "the middle passage", ed era uno dei tre lati del triangolo schiavista che comprendeva Europa, Americhe e Africa.
Secondo alcune stime, si è detto che gli schiavi africani deportati nelle Americhe furono circa 10.000.000. Solo il 6% di loro ad ogni modo finì nelle colonie nordamericane, mentre la maggior parte venne portata nelle colonie dei Caraibi e nel Sud America. Sui ponti delle navi, gli schiavi africani erano pressati corpo a corpo e quasi non riuscivano a muoversi, motivo per cui durante il viaggio si sviluppavano malattie che poi non potevano essere curate.
Con l'espansione dell'economia di piantagione, si espanse anche il commercio di schiavi in quanto crebbe la domanda di manodopera per il lavoro.

## La rivoluzione industriale in Europa
L'Europa occidentale era la destinazione finale di quanto veniva prodotto nelle piantagioni. In quel tempo, l'Europa stava iniziando la sua industrializzazione e necessitava di molti materiali. Essendo il centro del potere del mondo dell'epoca, l'Europa sfruttava il Nuovo Mondo e l'Africa per industrializzarsi. L'Africa la riforniva di schiavi per le piantagioni; il Nuovo Mondo produceva materiale grezzo per le industrie europee. I beni lavorati, di alto valore, venivano poi rivenduti sia in Africa che nel Nuovo Mondo, sotto l'attenta gestione dei mercanti europei

## Piantagioni di zucchero

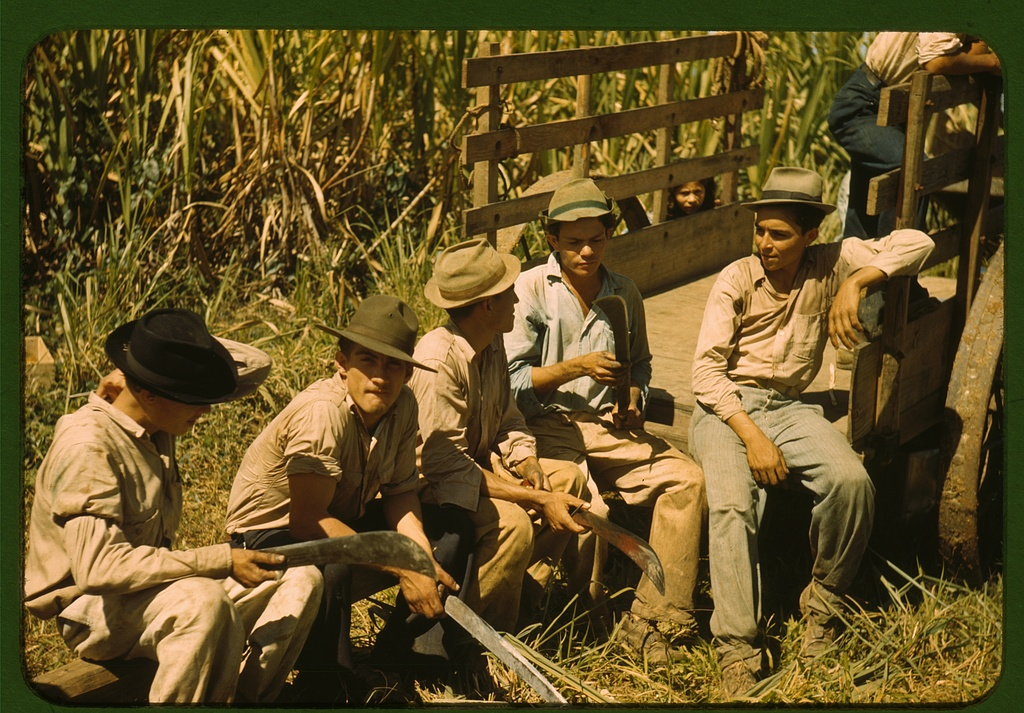
Lavoratori in una piantagione di canna da zucchero a Porto Rico, 1941

Lo zucchero ha una lunga storia come prodotto di piantagione. La coltivazione dello zucchero doveva seguire un preciso sistema scientifico per rendere profittevole la produzione. Ovunque le piantagioni di zucchero avevano una quantità sproporzionata di lavoratori, spesso schiavizzati, stante l'alta mortalità dei lavoratori nelle piantagioni. In Brasile, le piantagioni erano chiamate casas grandes ed avevano i medesimi problemi.
Gli schiavi che lavoravano nelle piantagioni di zucchero erano sottoposti ad un incessante ritmo di lavoro anno dopo anno. La canna da zucchero impiegava 18 mesi per crescere ed essere raccolta e lavorata correttamente e pertanto spesso queste piantagioni dividevano i loro terreni in turni di tre: un lotto era il maggese, un lotto era atto allacrescita della pianta ed il lotto finale per la raccolta. Tra dicembre e maggio, nella stagione delle piogge, gli schiavi piantavano, fertilizzavano e diserbavano. Da gennaio a giugno, avveniva la raccolta delle canne da zucchero che venivano tagliate al piede, private delle foglie e tagliate in pezzi piccoli per poter essere inviati ai mulini da canna da zucchero.
Nei mulini, la canna veniva schiacciata. Il succo che si ricavava dalle canne schiacciate veniva quindi bollito, depurato e poi cristallizzato per formare lo zucchero. Alcune piantagioni si spingevano anche oltre distillando melassa, il liquido rilasciato dalle canne dopo la loro bollitura, per creare il rum. Lo zucchero così ricavato veniva poi inviato in Europa. Per gli schiavi la routine di lavoro riprendeva.
Con l'abolizione della schiavitù nel XIX secolo, le piantagioni continuarono a coltivare canna da zucchero, ma ricavandolo dalla barbabietola da zucchero che poteva essere coltivata in climi temperati e richiedeva meno manodopera dal momento che quella disponibile doveva ora essere pagata dai proprietari.

## Piantagioni di indaco
La pianta dell'indaco fu una delle principali coltivazioni del XVIII secolo in Venezuela, nel Guatemala e ad Haiti (qui sino alla rivolta contro la Francia che impose loro l'embargo). L'indaco era coltivato per ricavarne una tintura appunto color indaco durante tutta l'età pre-industriale.
Le indagini personalmente eseguite da Mahatma Gandhi sulla vita dei lavoratori nelle piantagioni di indaco portarono al passaggio del "Champaran Agrarian Bill" nel 1917 da parte del governo coloniale inglese.